# Valse murenen
Valse murenen (Chlopsidae) zijn een familie van straalvinnige vissen uit de orde van Palingachtigen (Anguilliformes).

## Geslachten
- Boehlkenchelys Tighe, 1992
- Catesbya J. E. Böhlke & D. G. Smith, 1992
- Chilorhinus Lütken, 1852
- Chlopsis Rafinesque, 1810
- Kaupichthys L. P. Schultz, 1943
- Powellichthys J. L. B. Smith, 1966
- Robinsia J. E. Böhlke & D. G. Smith, 1967
- Xenoconger Regan, 1912